# Gobernador general de Papúa Nueva Guinea
El gobernador general de Papúa Nueva Guinea es el representante del rey Carlos III -conocido en la lengua Tok Pisin como 'Misisis Kwin'- en dicho nación insular. Como jefe de Estado, el gobernador general desempeña los deberes del rey en su ausencia. Bob Dadae se desempeña actualmente en dicho cargo.

## Nombramiento
Al contrario de lo que sucede en otros reinos de la Mancomunidad de Naciones, el gobernador general es nominado por el Parlamento de Papúa Nueva Guinea, en lugar del primer ministro. El nombramiento es realizado por el jefe de Estado de Papúa Nueva Guinea —por el monarca británico desde la independencia del país—, después de una votación con mayoría simple del Parlamento Nacional de Papúa Nueva Guinea. Para un segundo término, es necesaria una mayoría de dos tercios. Nadie ha ejercido el cargo por más de dos periodos.
Si el cargo de gobernador general se encuentra vacante, el presidente del Parlamento Nacional se convierte en el gobernador general, hasta que un nuevo nombramiento es realizado.

## Revocación de mandato
El gobernado general puede ser destituido por decisión del Consejo Ejectuvio Nacional o por mayoría absoluta en el Parlamento.

## Gobernadores generales de Papúa Nueva Guinea
Los fondos claros indican que a falta de gobernador general, el presidente del Parlamento actuó en su lugar.
|    | Nombre           | Periodo                                           | Notas |
| -- | ---------------- | ------------------------------------------------- | --- |
| 1  | John Guise       | 1 de septiembre de 1975 – 1 de marzo de 1977      | Renunció.                                                                                                   |
| 2  | Tore Lokoloko    | 1 de marzo de 1977 – 1 de marzo de 1983           | |
| 3  | Kingsford Dibela | 1 de marzo de 1983 – 1 de marzo de 1989           | Renunció.                                                                                                   |
| 4  | Ignatius Kilage  | 1 de marzo de 1989 – 31 de diciembre de 1989      | Falleció en ejercicio del cargo.                                                                            |
| 5  | Serei Eri        | 27 de febrero de 1990 – 4 de octubre de 1991      | Renunció.                                                                                                   |
|    | Dennis Young     | 4 de octubre de 1991 – 18 de noviembre de 1991    | |
| 6  | Wiwa Korowi      | 18 de noviembre de 1991 – 20 de noviembre de 1997 | |
| 7  | Silas Atopare    | 20 de noviembre de 1997 – 20 de noviembre de 2003 | |
|    | William Skate    | 21 de noviembre de 2003 – 28 de mayo de 2004      | Destituido del cargo de Orador -y por tanto como Gobernador General interino.                               |
|    | Jeffrey Nape     | 28 de mayo de 2004 – 29 de junio de 2004          | Remplazó a William Skate como Orador, y como Gobernador General interino.                                   |
| 8  | Paulias Matane   | 29 de junio de 2004 — 13 de diciembre de 2010     | Elegido por el Parlamento (50 votos - 46 votos) el 27 de mayo de 2004.                                      |
|    | Jeffrey Nape     | 13 de diciembre de 2010 – 20 de diciembre de 2010 | |
| 9  | Michael Ogio     | 20 de diciembre de 2010 - 18 de febrero de 2017   | Elegido por el Parlamento (65 votos - 23 votos) el 14 de enero de 2011. Falleció en el ejercicio del cargo. |
|    | Theo Zurenuoc    | 18 de febrero de 2017 - 28 de febrero de 2017     | Remplazó a Michael Ogio tras su fallecimiento como Gobernador General interino.                             |
| 10 | Bob Dadae        | 28 de febrero de 2017-presente                    | Elegido por el Parlamento (55 votos - 36 votos) el 1 de febrero de 2017.                                    |